# José Antonio Martínez Lapeña
José Antonio Martínez Lapeña   (Tarragona, 1941) és un arquitecte català.

## Biografia
Cursà la carrera d'aparellador a Barcelona, on es graduà el 1962 i, a continuació, estudià arquitectura a l'Escola Tècnica Superior d'Arquitectura de Barcelona (ETSAB), on va obtenir el títol l'any 1968 i hi va ser professor de Projectes del 1969 al 1971 i del 1978 al 1983; a l'ETSA Vallès del 1983 al 2008 i, des del 1998, a la Universitat Ramon Llull. Els anys 2001 i 2008 va exercir de professor de Màster d'Arquitectura a l'ETSA Pamplona.
Des del 1968, comparteix estudi professional amb Elies Torres Tur, amb qui el 2004 va rebre el premi Dècada i el 2015 el Premi Nacional d'Arquitectura d'Espanya.